# Linha 1 do Biotrén
A Linha 1: Mercado ↔ Hualqui é uma das linhas em operação do Biotrén, inaugurada no dia 1º de dezembro de 1999. Estende-se por cerca de 38,2 km.
Possui um total de 12 estações, das quais todas são superficiais. A Estação Concepción possibilita integração com a Linha 2.
A linha é operada pela Ferrocarriles del Sur (FESUR). Atende as seguintes comunas da Grande Concepción: Chiguayante, Concepción, Hualpén, Hualqui e Talcahuano.

## Trechos
A Linha 1, ao longo dos anos, foi sendo ampliada a medida que novos trechos eram entregues. A tabela abaixo lista cada trecho construído, junto com sua data de inauguração, o número de estações inauguradas e o número de estações acumulado:
| Trecho                              | Inauguração            | N.º de estações entregue                       | N.º de estações acumulado |
| ----------------------------------- | ---------------------- | ---------------------------------------------- | ------------------------- |
| Talcahuano-El Arenal ↔ Los Cóndores | 1º de dezembro de 1999 | 2 (mais 1 foi inaugurada em 2005)              | 2                         |
| Los Cóndores ↔ Concepción           | 2000                   | 1 (mais 2 foram inauguradas em 2001 e em 2005) | 3                         |
| Concepción ↔ Hualqui                | 1º de março de 2001    | 3 (mais 2 foram inauguradas em 2005)           | 7                         |
| Mercado ↔ Talcahuano-El Arenal      | 24 de novembro de 2005 | 1                                              | 12                        |

## Estações
| Nome                                     | Inauguração            | Comuna      | Integração | Posição    | Latitude      | Longitude     |
| ---------------------------------------- | ---------------------- | ----------- | ---------- | ---------- | ------------- | ------------- |
| Mercado                                  | 24 de novembro de 2005 | Talcahuano  | -          | Superfície | 36° 42' 42" S | 73° 06' 55" O |
| Talcahuano-El Arenal                     | 1º de dezembro de 1999 | Talcahuano  | -          | Superfície | 36° 43' 31" S | 73° 06' 59" O |
| Hospital Las Higueras                    | 24 de novembro de 2005 | Talcahuano  | -          | Superfície | 36° 44' 22" S | 73° 06' 09" O |
| Los Cóndores                             | 1º de dezembro de 1999 | Talcahuano  | -          | Superfície | 36° 45' 23" S | 73° 05' 30" O |
| Universidad Técnica Federico Santa María | 24 de novembro de 2005 | Hualpén     | -          | Superfície | 36° 47' 02" S | 73° 05' 08" O |
| Lorenzo Arenas                           | 1º de março de 2001    | Concepción  | -          | Superfície | 36° 48' 29" S | 73° 04' 15" O |
| Concepción                               | 2000                   | Concepción  |            | Superfície | 36° 49' 48" S | 73° 03' 40" O |
| Chiguayante                              | 24 de novembro de 2005 | Chiguayante | -          | Superfície | 36° 54' 55" S | 73° 01' 43" O |
| Pedro Medina                             | 1º de março de 2001    | Chiguayante | -          | Superfície | 36° 55' 32" S | 73° 01' 16" O |
| Manquimávida                             | 1º de março de 2001    | Chiguayante | -          | Superfície | 36° 56' 19" S | 73° 00' 40" O |
| La Leonera                               | 24 de novembro de 2005 | Chiguayante | -          | Superfície | 36° 57' 04" S | 73° 00' 47" O |
| Hualqui                                  | 1º de março de 2001    | Hualqui     | -          | Superfície | 36° 58' 49" S | 72° 56' 28" O |